# The Space Cinema
The Space Cinema è una catena di multisale cinematografiche operante in Italia. È la catena leader nel mercato italiano e la seconda per numero di cinema sul territorio, superata solo dal circuito United Cinemas International (UCI).

## Storia
Il circuito The Space Cinema nasce nel settembre 2009 quando 21 Invest acquista 15 sale cinematografiche di Warner Village Cinemas S.p.A., 10 di Medusa Multicinema S.p.A. e Cinecity riunendole all'interno di un'unica società, The Space Entertainment S.p.A.
Al termine di queste operazioni, The Space Entertainment S.p.A. risulterà controllata da Capitolosette S.r.l., veicolo posseduto al 51% da 21 Invest e al 49% da Reti Televisive Italiane.
Oltre ai film in sala, nei cinema del circuito vengono distribuiti anche eventi sportivi di cartello come calcio, rugby, Moto GP, vela, concerti di musica e di opera lirica il tutto anche in 3D compresa nella programmazione The Space Cinema EXTRA.
La catena The Space Cinema, nell'ottobre 2010, acquisisce le tre multisala del network Planet di proprietà del Gruppo Francesconi, posizionate a Guidonia Montecelio, Terni e Grosseto.
Nel settembre 2010 la catena ingloba lo storico multisala Cineplex al Porto antico di Genova.
Circa due mesi dopo, il 29 dicembre 2010, i multisala di Cinecity approdano nel circuito The Space Cinema, acquistando il 100% del circuito che rappresenta il terzo operatore del settore nel paese rilevando l'attività di gestione di sei multisala sparsi in Italia, in particolare presenti nelle province di Cagliari, Padova, Parma, Treviso, Trieste e Udine, arrivando a 34 diverse strutture e 347 sale cinematografiche The Space Cinema.
Il 7 dicembre 2011, The Space Cinema apre un nuovo multisala a Firenze espandendo il suo raggio d'azione a 35 strutture e un totale di 353 sale.
Un anno dopo, il 18 maggio 2012, The Space Cinema apre il suo trentaseiesimo multisala a Catanzaro, dotato di 7 sale e una capienza complessiva di circa 1 300 posti, per un totale di 360 sale in tutto il territorio nazionale.
Il 16 ottobre 2014 sia RTI-Mediaset che 21 Invest-Benetton decidono di cedere la società al gruppo inglese Vue International, per 105 milioni di euro.
Il 1º agosto 2023, chiude il cinema Odeon di Milano per dare spazio ad una nuova galleria commerciale.

## The Space Cinema in Italia
The Space Cinema, dal 2023, è il primo operatore nella gestione dei multiplex superando United Cinemas International, che è il suo principale concorrente.
| Nome                    | Comune                     | Provincia       | Nr. Sale | Posti a sedere |
| Beinasco                | Beinasco                   | Torino          | 9        | 2439           |
| Belpasso                | Belpasso                   | Catania         | 12       | 2470           |
| Bologna                 | Bologna                    | Bologna         | 9        | 2202           |
| Casamassima             | Casamassima                | Bari            | 9        | 2022           |
| Catanzaro Lido          | Catanzaro                  | Catanzaro       | 7        | 1255           |
| Cerro Maggiore          | Cerro Maggiore             | Milano          | 11       | 2422           |
| Corciano                | Corciano                   | Perugia         | 11       | 2481           |
| Firenze - Novoli        | Firenze                    | Firenze         | 5        | 1068           |
| Genova - Porto antico   | Genova                     | Genova          | 10       | 1862           |
| Grosseto                | Grosseto                   | Grosseto        | 7        | 1244           |
| Guidonia                | Guidonia Montecelio        | Roma            | 10       | 2452           |
| Lamezia Terme           | Maida                      | Catanzaro       | 5        | 997            |
| Limena                  | Limena                     | Padova          | 14       | 3178           |
| Livorno                 | Livorno                    | Livorno         | 9        | 2206           |
| Montebello              | Montebello della Battaglia | Pavia           | 9        | 1978           |
| Montesilvano            | Montesilvano               | Pescara         | 11       | 2500           |
| Napoli                  | Napoli                     | Napoli          | 11       | 2741           |
| Nola                    | Nola                       | Napoli          | 9        | 2077           |
| Parma Campus            | Parma                      | Parma           | 12       | 2490           |
| Parma Centro            | Parma                      | Parma           | 7        | 1402           |
| Pradamano               | Pradamano                  | Udine           | 12       | 2380           |
| Quartucciu              | Quartucciu                 | Cagliari        | 10       | 917            |
| Roma Moderno            | Roma                       | Roma            | 5        | 1146           |
| Roma Parco de' Medici   | Roma                       | Roma            | 18       | 4104           |
| Rozzano                 | Rozzano                    | Milano          | 13       | 2948           |
| Salerno                 | Salerno                    | Salerno         | 11       | 2509           |
| Sestu                   | Sestu                      | Cagliari        | 12       | 1691           |
| Silea                   | Silea                      | Treviso         | 12       | 2776           |
| Surbo                   | Surbo                      | Lecce           | 9        | 2458           |
| Terni                   | Terni                      | Terni           | 9        | 2130           |
| Torino - Parco Dora     | Torino                     | Torino          | 8        | 1295           |
| Trieste                 | Trieste                    | Trieste         | 7        | 1288           |
| Verona - La Grande Mela | Sona                       | Verona          | 8        | 1244           |
| Vicenza                 | Torri di Quartesolo        | Vicenza         | 9        | 2107           |
| Vimercate               | Vimercate                  | Monza e Brianza | 16       | 3943           |

## Quota di mercato per l'anno 2013
The Space Cinema è stato il circuito leader per l'anno 2013, con circa 20 milioni di presenze nelle sue strutture e una quota di mercato del 20,5% sul totale incassi al box-office italiano. La crescita, rispetto all'anno precedente, è stata del 12%.